# Fernando Colunga

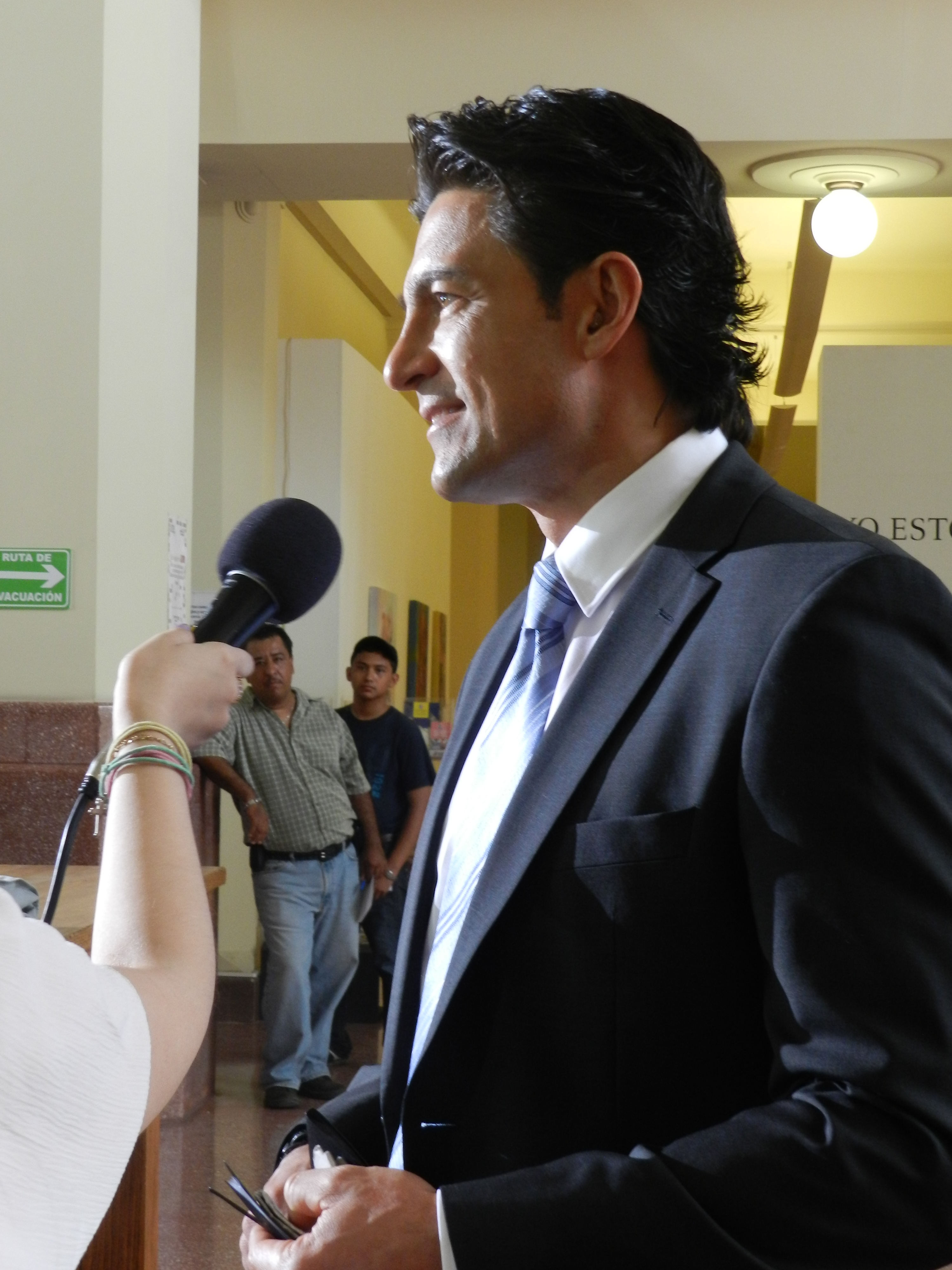
Fernando Colunga (2012)

Fernando Colunga Olivares (* 3. März 1966 in Mexiko-Stadt) ist ein mexikanischer Schauspieler.

## Biografie
Colunga ist der Sohn des Ingenieurs Fernando Colunga und dessen Ehefrau Margarita Olivares. Als junger Mann begann er ein Studium des Bauingenieurwesens, besaß ein Eisenwarengeschäft, war Autohändler, arbeitete als Angestellter und Barkeeper, hatte aber immer die Absicht, Schauspieler zu werden. Er begann als Filmschauspieler, bis er 1988 als Doppelgänger für den Schauspieler Eduardo Yáñez in der Telenovela Sweet Challenge arbeitete, hauptsächlich in Motorradszenen. Im Jahr 1990 schrieb er sich im Artistic Education Center (CEA) von Televisa ein. Bekannt wurde er mit einer Rolle in der mexikanischen Version der Sesamstraße. Er trat in Shows wie La telaraña, La hora marcada und Todo de todo auf.
In seinen Anfängen hatte er Auftritte in Seifenopern wie den mexikanischen Telenovelas Cenizas y Diamonds, Madres egoístas und María Mercedes. Carla Estrada bot ihm 1993 eine Hauptrolle in der Telenovela Más allá del puente mit María Sorté an. Danach spielte er 1994 in der Telenovela Marimar und im Film Bésame en la boca.
Im Jahr 1995 übernahm er die Rolle des Leutnants Raúl Gutiérrez in der Telenovela Alondra. Zwei Jahre später spielte er an der Seite von Leticia Calderón in Esmeralda. Später machte er mit Unoriginal Sin einen Streifzug ins Theater, wo er neben Chantal Andere spielte; sie spielten das Paar Bill und Jenny, das eine unglückliche Ehe führt.
Seine nächste Telenovela war 1998 La usurpadora, ein Jahr später spielte er in der Telenovela Nunca te olvidaré neben Edith González. Außerdem nahm er im Jahr 2000 an der Telenovela Cuento de Navidad teil und spielte in der Telenovela Abrázame muy fuerte eine Hauptrolle an der Seite von Victoria Ruffo, César Évora und Nailea Norvind.
Nach einem Erfolg in der historischen Seifenoper Amor real ging er zurück ins Theater. Zusammen mit César Evora adaptierte er Skripte und brachte Death Trap auf die Bühne. Nachdem er damit einige Monate auf Tournee verbracht hatte, arbeitete er 2005 für die Telenovela Alborada, einer historischen Geschichte, die im 18. Jahrhundert in Mexiko spielt. Auch in den folgenden Jahren spielte er immer wieder in mexikanischen Telenovelas Hauptrollen, wie in Pasión, Porque el amor manda und Pasión y poder.

## Filmografie

### Telenovelas
| Jahr      | Titel                        | Rolle                                |
| --------- | ---------------------------- | ------------------------------------ |
| 1988      | Dulce desafío                | Doble de Eduardo Yáñez               |
| 1990      | Cenizas y diamantes          |                                      |
| 1991      | Alcanzar una estrella II     |                                      |
| 1991      | Madres egoístas              | Jorge                                |
| 1992/93   | María Mercedes               | Chicho                               |
| 1993      | Marianela                    | Pablo                                |
| 1993/94   | Más allá del puente          | Valerio Rojas                        |
| 1994      | Marimar                      | Adrián Rosales                       |
| 1994      | Mujer, casos de la vida real | "Ep: Te olvidaré"                    |
| 1995      | Alondra                      | Raúl Gutiérrez                       |
| 1995/96   | María la del barrio          | Luis Fernando de la Vega Montenegro  |
| 1997      | Esmeralda                    | José Armando Peñarreal               |
| 1998      | La usurpadora                | Carlos Daniel Bracho                 |
| 1999      | Nunca te olvidaré            | Luis Gustavo Uribe                   |
| 1999/2000 | Cuento de Navidad            | Jaime Rodríguez Coder                |
| 2000/01   | Abrázame muy fuerte          | Carlos Manuel Rivero                 |
| 2001/02   | Navidad sin fin              | Pedro Montes                         |
| 2003      | Amor real                    | Manuel Fuentes Guerra                |
| 2005/06   | Alborada                     | Luis Manrique y Arellano             |
| 2007/08   | Pasión                       | Ricardo de Salamanca y Almonte       |
| 2008/09   | Mañana es para siempre       | Eduardo Juárez Cruz / Franco Santoro |
| 2010      | Soy tu dueña                 | José Miguel Montesinos               |
| 2012/13   | Porque el amor manda         | Jesús García                         |
| 2015/16   | Pasión y poder               | Eladio Gómez Luna Altamirano         |

### Fernsehen
- 1989 La telaraña
- 1995–1997 Sesamstraße
- 2002 XHDRBZ

### Kino
- 1988 La guerrera vengadora
- 1995 Bésame en la boca
- 1995 Esclavos de la pasión
- 2007 Ladrón que roba a ladrón
- 2008 The Wackness
- 2009 American Primitive
- 2015 Danny collins
- 2015 Ladrones

### Theater
- 2004 Trampa de muerte[3]
- 2011 Quiet hands
- 2013 Obscuro total (Regie)[4][5]

## Auszeichnungen und Nominierungen
- 2001 ACE Awards Bester Bühnenfernsehschauspieler für Halt mich sehr fest
- 2004 ACE Awards Bester Bühnenfernsehschauspieler für Wahre Liebe
- 2007 ACE Awards Bester Bühnenfernsehschauspieler für Dawn
- 2016 Premios TVyNovelas für den besten antagonistischen Schauspieler[6]
- 2016 Premios TVyNovelas: bester Schauspieler
- 2016 Premios Bravo: Bester antagonistischer Schauspieler für Leidenschaft und Macht[7]